# Crisis fronteriza entre Armenia y Azerbaiyán (2021-presente)

Mapa que muestra los territorios de Armenia ocupados por Azerbaiyán (2023)

La nueva crisis fronteriza entre Armenia y Azerbaiyán se refiere a una disputa en curso entre las fuerzas militares de estos dos países. La crisis comenzó el 12 de mayo de 2021, cuando soldados azeríes cruzaron la frontera, penetrando en las provincias armenias de Syunik y Gegharkunik. En julio de 2021, Azerbaiyán no ha retirado sus tropas del territorio armenio reconocido internacionalmente a pesar de los llamamientos del Parlamento Europeo, Estados Unidos y Francia, dos de los tres copresidentes del Grupo de Minsk de OSCE.
La crisis se intensificó aún más en julio, con enfrentamientos en la frontera entre Armenia y Najicheván. Los enfrentamientos se extendieron luego a la zona de Gegharkunik-Kalbayar, y se informó de bajas de ambos lados.

## Antecedentes
Antes de la guerra de Nagorno-Karabaj de 2020, 4 distritos de Azerbaiyán en la frontera entre Armenia y Azerbaiyán fueron ocupados por fuerzas étnicas artsaj. La cuestión de la demarcación de la frontera entre Armenia y Azerbaiyán surgió inmediatamente después de la derrota de Armenia en la guerra de Nagorno-Karabaj de 2020, y Azerbaiyán recuperó el control sobre sus territorios ocupados. Antes de la guerra de 2020, no había una frontera física entre Armenia y los distritos ocupados por los armenios de Azerbaiyán, y algunas aldeas armenias se estaban expandiendo hacia el territorio de Azerbaiyán, mientras que algunas fuentes de agua y pastos estaban en suelo azerbaiyano.
Además, hay otras cuestiones relacionadas con la frontera, ya que Armenia controla desde la década de 1990 varias aldeas del distrito de Qazakh en Azerbaiyán, incluidos 3 enclaves azerbaiyanos, y también una aldea en enclave de Karki en la República Autónoma de Najicheván, mientras que Azerbaiyán controla una aldea en enclave armenia de Artsvashen. 
El 13 de abril de 2021, el presidente de Azerbaiyán, Ilham Aliyev, dijo que la capital de Armenia, Ereván, Zangezur (Syunik) y Sevan (Gegharkunik) eran las "tierras históricas" de Azerbaiyán. "Recordaremos nuestra historia, pero no tenemos reclamos territoriales sobre ningún país, incluida Armenia", dijo Aliyev en su discurso en una conferencia en Bakú. Sin embargo, más tarde la semana que viene, en una declaración en abril de 2021, dijo que si Armenia no aceptaba proporcionar un corredor desde Najicheván al oeste de Azerbaiyán a través de la provincia de Syunik en Armenia, entonces Azerbaiyán lo establecería mediante el uso de la fuerza.

## Cronología

### Mayo 2021
Surgieron informes sobre el cruce de soldados azerbaiyanos hacia territorio armenio el 12 de mayo, en dos zonas a lo largo de la frontera entre Armenia y Azerbaiyán; el área alrededor del lago Sev, ubicada al este de la aldea de Ishkhanasar y la montaña Mets Ishkhanasar, y al norte de la ciudad de Goris y las aldeas de Verishen y Akner en la provincia de Syunik, así como cerca de las aldeas de Verin Shorzha y Kut en la provincia de Gegharkunik. El primer ministro de Armenia, Nikol Pashinyan, dijo que los informes sobre el avance de Azerbaiyán en el lago Sev eran correctos, las negociaciones estaban en curso para una retirada de Azerbaiyán y que las fuerzas armenias habían detenido el avance sin que se hubieran producido escaramuzas. El 14 de mayo, el primer ministro de Armenia, Nikol Pashinyan, hizo un llamamiento formal a la Organización del Tratado de Seguridad Colectiva (OTSC) dirigida por Rusia para que celebrara consultas sobre la incursión azerbaiyana en Armenia. El mismo día, Pashinyan pidió al presidente ruso Vladímir Putin apoyo militar. Los oficiales militares armenios y azerbaiyanos se reunieron en la frontera junto con representantes del ejército ruso desplegados en la provincia de Syunik durante varias horas de negociaciones, sin que posteriormente se anunciara ningún acuerdo resultante inmediato.
El 19 de mayo de 2021, el ministro de Relaciones Exteriores de Rusia, Serguéi Lavrov, dijo que Rusia presentó una iniciativa para crear una comisión conjunta Armenia-Azerbaiyán sobre demarcación y delimitación de las fronteras, en la que Rusia podría desempeñar el papel de consultor o mediador. El 20 de mayo de 2021, el primer ministro en funciones, Nikol Pashinyan, confirmó que Armenia y Azerbaiyán estaban cerca de llegar a un acuerdo sobre la creación de una comisión conjunta para demarcar la frontera entre los dos países, con Rusia actuando como mediador y cada país designando delegados a la comisión antes del 31 de mayo. En la mañana del 20 de mayo de 2021, un grupo de militares azerbaiyanos cruzó la frontera cerca de la aldea de Khoznavar en la región de Goris, caminando 1,5 km hacia territorio armenio. Fueron devueltos a sus posiciones originales por las fuerzas armenias, pero luego hicieron un segundo intento de cruzar la frontera por la noche, lo que resultó en una pelea entre los militares armenios y azerbaiyanos. La Fiscalía General de Armenia informó que once soldados armenios resultaron heridos y hospitalizados, y que también hubo heridos del lado azerbaiyano. Los videos del incidente se filtraron en las redes sociales, inicialmente un video de militares azerbaiyanos atacando y golpeando a soldados armenios y, al día siguiente, apareció otro video que mostraba a las Fuerzas Armadas de Armenia expulsando a militares azerbaiyanos de su territorio.
El 27 de mayo de 2021, después de que las tensiones aumentaran aún más tras la captura de seis soldados armenios por las fuerzas azerbaiyanas a primera hora de la mañana. El primer ministro armenio, Nikol Pashinyan, pidió el despliegue de observadores internacionales a lo largo de partes de la frontera de Armenia con Azerbaiyán. "Si la situación no se resuelve, esta provocación podría conducir inevitablemente a un enfrentamiento a gran escala", dijo Pashinyan en una reunión de emergencia del Consejo de Seguridad de Armenia celebrada por la noche, sugiriendo que Armenia y Azerbaiyán retiren sus tropas de las zonas fronterizas y permitan Rusia y / o los Estados Unidos y Francia, los otros dos copresidentes del Grupo de Minsk de la OSCE, despliegan a sus observadores allí.  La retirada de las tropas y el lanzamiento de la misión de vigilancia deben ir seguidas de un proceso de “determinación de los puntos fronterizos” supervisado por la comunidad internacional, dijo el primer ministro. El 28 de mayo de 2021, el portavoz de la UE Peter Stano pidió una desescalada inmediata e instó a ambas partes a retirar sus fuerzas a posiciones ocupadas antes del 12 de mayo y entablar negociaciones sobre la delimitación y demarcación de fronteras, acogiendo con satisfacción las propuestas para una posible misión de observación internacional y expresando su disposición a proporcionar experiencia y ayuda en la delimitación y demarcación de fronteras. La UE sigue pidiendo a Azerbaiyán que libere a todos los prisioneros de guerra y detenidos sin demora y acoge con satisfacción todos los esfuerzos encaminados a reducir las tensiones.

### Julio 2021

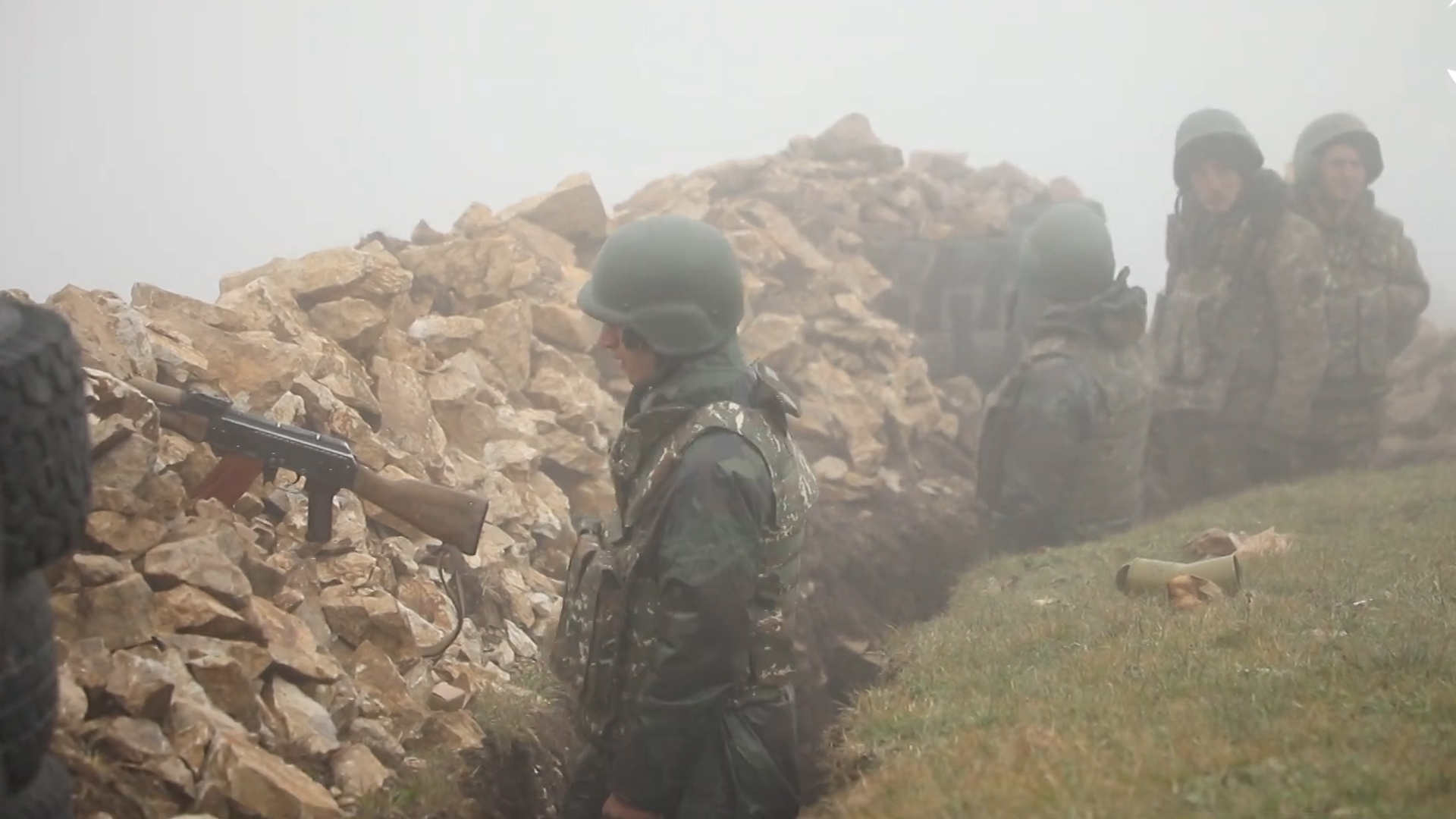
Posiciones militares de las fuerzas armenias en la provincia de Gegharkunik (dirección noreste) de Armenia, que fueron atacadas por fuerzas azerbaiyanas el 28 de julio de 2021, según el Ministerio de Defensa de Armenia

Después de un incidente ocurrido el 6 de julio en el distrito de Agdam, las fuerzas armenias y azerbaiyanas volvieron a enfrentarse en las direcciones de los distritos de Tovuz, Gadabay, Najicheván y Shusha de Azerbaiyán del 7 al 15 de julio. El 14 de julio, el Ministerio de Defensa de Armenia declaró que los ingenieros azerbaiyanos intentaron avanzar en sus posiciones militares cerca de Yeraskh en la sección de Najicheván de la frontera entre Armenia y Azerbaiyán, lo que provocó enfrentamientos. El ministerio agregó que la parte azerbaiyana había comenzado a bombardear Yeraskh, utilizando morteros y lanzagranadas, con un soldado armenio muerto y el líder comunitario de Yeraskh herido. El Ministerio de Defensa de Azerbaiyán declaró que un soldado azerbaiyano estacionado cerca de Heydarabad resultó herido durante los enfrentamientos, y agregó que "la responsabilidad de la creación de tensión a lo largo de la frontera estatal de los dos países recae enteramente en Armenia". Más tarde, el mismo día, el Ministerio de Defensa de Azerbaiyán declaró que las fuerzas armenias habían disparado contra las posiciones azerbaiyanas cerca de Istisu en Kalbajar y Agdam en Tovuz . El 19 de julio, la parte armenia informó además de enfrentamientos cerca de Yeraskh.
El 22 de julio de 2021, el presidente de Azerbaiyán, Ilham Aliyev, dijo que la provincia de Zangezur (Syunik) de Armenia es "nuestro propio territorio" y "mientras estaba en Ereván, Charles Michel llamó a los territorios fronterizos con Armenia en disputa. Para ser honesto, no estoy de acuerdo con esta declaración. Porque creemos que estos son nuestros territorios. Creo que este es el territorio de Zangezur. Y Zangezur es la tierra de nuestros antepasados, y nosotros estamos en nuestro territorio". El 23 de julio de 2021, Azerbaiyán dijo que uno de sus soldados fue asesinado por disparos de francotiradores armenios en el distrito de Kalbajar, cerca de la frontera entre Armenia y Azerbaiyán. Mientras tanto, el Ministerio de Defensa armenio declaró que tres militares armenios resultaron heridos cuando las fuerzas azerbaiyanas abrieron fuego contra posiciones armenias ubicadas en la sección de Gegharkunik.
El 28 de julio de 2021, tres soldados armenios murieron en nuevos enfrentamientos con las fuerzas azerbaiyanas en el distrito de Kalbajar y la provincia de Gegharkunik, y otros cuatro resultaron heridos. Armenia acusó a Azerbaiyán de "ocupar territorio soberano de Armenia", ya que la parte azerbaiyana culpó del incidente a las fuerzas armenias que abrieron fuego primero. Azerbaiyán también informó que dos soldados resultaron heridos durante la escaramuza. El 19 de julio, la parte armenia informó además de enfrentamientos cerca de Yeraskh.
El 29 de julio, el Ministerio de Defensa de Azerbaiyán declaró que las fuerzas armenias rompieron el alto el fuego por la mañana utilizando rifles automáticos y lanzagranadas A continuación, las autoridades armenias declararon que la parte azerbaiyana había violado el alto el fuego , pero Azerbaiyán negó haber roto el alto el fuego. Un soldado armenio resultó herido en el tiroteo.

### Agosto 2021
El 13 de agosto de 2021, Armenia y Azerbaiyán informaron sobre bombardeos en la frontera. El Ministerio de Defensa armenio declaró que las unidades azerbaiyanas abrieron fuego con armas de fuego de varios calibres contra las posiciones armenias en la sección de Gegarkunik, mientras que Azerbaiyán afirmó que las fuerzas armenias habían abierto fuego en la dirección de los distritos de Kalbajar y Gadabay.
El 16 de agosto de 2021, dos soldados armenios más fueron asesinados por las fuerzas azerbaiyanas. Vahan Tatosyan murió por disparos de francotiradores a las 09:50 h en Yeraskh, mientras que Arman Hakobyan fue asesinado en Gegharkunik a las 18:10 h.

### Septiembre 2021
El 1 de septiembre de 2021, las fuerzas azerbaiyanas mataron a otro soldado armenio. Gegham Sahakyan murió por disparos de francotiradores a las 11:10 a. m. en Yeraskh.

### Octubre 2021
El 9 de octubre de 2021, el Ministerio de Defensa de Armenia informó que un militar armenio, Misak Khachatryan, resultó herido por un disparo desde la frontera con Azerbaiyán en la provincia de Ararat.
El 11 de octubre de 2021, francotiradores azerbaiyanos mataron a tiros a un civil armenio llamado Aram Tepnants en la ciudad de Martakert. El Ministerio de Defensa de Rusia confirmó el incidente y declaró que las fuerzas de paz rusas iniciaron una investigación que involucró a ambas partes.
El 15 de octubre de 2021, el Ministerio de Defensa de Azerbaiyán informó que un soldado azerbaiyano murió a manos de un francotirador armenio.
Los días 15 y 16 de octubre de 2021, los medios armenios informaron que las fuerzas azerbaiyanas bombardearon la aldea de Yeraskh, provocando incendios que dañaron los cultivos.

### Noviembre 2021
El 8 de noviembre de 2021, un civil armenio murió y tres resultaron heridos cuando las tropas azerbaiyanas abrieron fuego contra los armenios que reparaban una tubería de suministro de agua cerca de Shushi. El Ministerio de Defensa de Rusia confirmó el incidente y declaró que las fuerzas de paz rusas iniciaron una investigación que involucró a ambas partes. El US Departamento de Estado Oficina de Asuntos Europeos y Euroasiáticos condenó el asesinato de un civil armenio en su página de Twitter.
El 16 de noviembre de 2021, se produjeron enfrentamientos entre Azerbaiyán y Armenia en las regiones de Syunik-Gegharkunik/Kalbajar-Lachín. Siete soldados azerbaiyanos y seis armenios murieron, mientras que 32 soldados armenios fueron capturados. Según el comandante militar y político armenio Samvel Babayan, Azerbaiyán fue intentando alcanzar dos objetivos: establecer el un corredor a la Najicheván e imponer un tratado de paz mediante el reconocimiento de la integridad territorial. The clashes ended at 18:30 local time after a Russian-mediated ceasefire. El 16 de noviembre, Pashinyan dijo que las fuerzas azerbaiyanas ocuparon aproximadamente 41 kilómetros cuadrados (15,8 mi²) de Armenia. La cifra de 41 kilómetros cuadrados se ha utilizado desde mayo, lo que sugeriría que no se ocupó ninguna nueva tierra en esta nueva ronda de combates, pero esto contradecía el informe del MOD armenio, según el cual Armenia perdió dos posiciones militares el 16 de noviembre. 
El 22 de noviembre de 2021, las fuerzas azerbaiyanas mataron a un soldado armenio cerca de la aldea de Norabak en la provincia de Gegharkunik.

### Diciembre 2021
El 3 de diciembre, un civil de 65 años, Seyran Sargsyan, de la aldea Chartar del distrito de Martuni fue capturado y asesinado por el ejército azerbaiyano. Las fuerzas de mantenimiento de la paz rusas han iniciado una investigación sobre el caso que involucra a ambas partes. of-artsakh-civilian-identified/|access-date=2021-12-29|website=Radio Pública de Armenia|language=en-US}}</ref>
El 4 de diciembre, Azerbaiyán liberó a 10 soldados armenios capturados en los enfrentamientos del 16 de noviembre a cambio de mapas que detallaban la ubicación de las minas terrestres en Nagorno Karabaj, el acuerdo se logró con la mediación rusa.
El 9 de diciembre, el Ministerio de Defensa de Azerbaiyán anunció que un soldado azerbaiyano murió en una escaramuza con las fuerzas armenias en la frontera entre Azerbaiyán y Armenia.
El 10 de diciembre, el Ministerio de Defensa de Armenia anunció que un soldado armenio murió después de enfrentamientos con las fuerzas de Azerbaiyán en el área de Gegharkunik en la frontera entre Armenia y Azerbaiyán.
El 18 de diciembre, dos militares azerbaiyanos fueron capturados por las fuerzas armenias cerca de Lachín, los soldados fueron posteriormente liberados.

### Enero 2022
El 11 de enero, un soldado azerbaiyano y tres soldados armenios murieron en un tiroteo en el área de Verin Shorzha de la provincia de Gegharkunik de Armenia.

### Marzo 2022
El 24 de marzo, según el gobierno de Artsaj, los soldados azerbaiyanos cruzaron la Línea de contacto y tomaron el control de la aldea de Farukh, mientras que las mujeres y los niños fueron evacuados del pueblo cercano de Khramort. Se informa que las fuerzas de paz rusas están negociando con Azerbaiyán.

### Abril 2022
El 6 de abril, el primer ministro Nikol Pashinyan y el presidente İlham Aliyev se reunieron en Bruselas para mantener conversaciones de paz con la mediación del presidente del Consejo Europeo, Charles Michel.
En la noche del 6 de abril, según el gobierno de Azerbaiyán, las fuerzas armenias bombardearon posiciones militares azerbaiyanas desplegadas en la frontera nororiental de la República de Armenia. El Ministerio de Defensa de Armenia refutó la afirmación.
El 15 de abril, las fuerzas azerbaiyanas cruzaron la Línea de Contacto cerca del pueblo de Seysulan. Más tarde ese día, según los informes, acordaron retirarse.

### Agosto 2022
Los enfrentamientos estallaron nuevamente a fines de julio y principios de agosto de 2022. El 1 de agosto, las milicias en Nagorno-Karabaj informaron que Azerbaiyán intentó violar la frontera norte e hirió a un soldado. Azerbaiyán negó estas afirmaciones y el Ministerio de Defensa de Rusia no informó de violaciones del alto el fuego ese día. Durante los siguientes dos días, los enfrentamientos estallaron nuevamente matando a un soldado azerbaiyano, dos del Ejército de Defensa de Artsaj e hiriendo a otros 14. La comunidad internacional reaccionó rápidamente, Rusia acusó a Bakú de romper el frágil alto el fuego y la Unión Europea instó a un "cese inmediato de las hostilidades". Según el Ministerio de Defensa de Azerbaiyán, los soldados de Artsakhi atacaron los puestos del ejército de Azerbaiyán en el área de Lachín, matando a un recluta azerbaiyano, y el ejército de Azerbaiyán declaró que llevó a cabo una operación llamada "Venganza" en respuesta, tomando el control de varios puntos estratégicos en Nagorno Karabaj. El Ejército de Defensa de Artsaj acusó a Azerbaiyán de violar un alto el fuego y declaró una "movilización parcial". Tras el estallido, Armenia instó a la comunidad internacional a ayudar a poner fin a las "acciones agresivas" de Azerbaiyán.

### Septiembre 2022
En la mañana del 13 de septiembre de 2022, estallaron enfrentamientos a gran escala entre tropas azerbaiyanas y armenias.   El Ministerio de Defensa de Azerbaiyán declaró que las fuerzas armenias habían realizado "actos subversivos a gran escala" y disparado contra posiciones azerbaiyanas cerca de los distritos fronterizos de Dashkasan, Kalbajar y Lachín. El Ministerio de Defensa de Armenia declaró que las fuerzas azerbaiyanas habían atacado posiciones armenias cerca de las ciudades de Vardenis, Goris, Sotk y Jermuk con artillería y armas pesadas. Al menos 105 soldados armenios y 71 militares azerbaiyanos murieron.
El 14 de septiembre de 2022, el Ministerio de Defensa de Armenia declaró que Azerbaiyán utilizó artillería, morteros, drones de ataque y armas pequeñas en ataques a lo largo de la frontera entre Armenia y Azerbaiyán. El mismo día, el Ministerio de Defensa de Azerbaiyán informó que unidades del Ejército de Azerbaiyán habían sido atacadas por armenios en los distritos de Kalbajar y Lachín. El 15 de septiembre de 2022 a las 00:20 horas, el secretario del Consejo de Seguridad de Armenia, Armen Grigoryan, anunció que se había llegado a un acuerdo de alto el fuego entre Armenia y Azerbaiyán.  La parte azerbaiyana no hizo ninguna declaración sobre un alto el fuego.

### Octubre 2022
El 6 de octubre de 2022, el primer ministro de Armenia, Nikol Pashinyan, y el presidente de Azerbaiyán, Ilham Aliyev, se reunieron en la cumbre de la Comunidad Política Europea en Praga en un intento por resolver el prolongado conflicto de Nagorno-Karabaj y la reciente crisis fronteriza entre sus respectivos países. Después de la reunión, se afirmó que las dos partes acordaron el despliegue de una misión dirigida por la Unión Europea, que se desplegaría en el lado armenio de su frontera compartida por un período de dos meses, a partir de octubre de 2022.  El objetivo declarado de la misión es "generar confianza y, a través de sus informes, contribuir al trabajo de las comisiones fronterizas" hacia una delimitación definitiva de la frontera entre las dos partes.

### Abril 2023
El 23 de abril de 2023 Azerbaiyán ha establecido un puesto de control en la frontera con Armenia en la carretera de Lachín.